# Старе міське кладовище у м.Хмельницькому
Старе міське кладовище у м.Хмельницькому - міський цвинтар кінця XIX — середини XX ст. з похованнями римо-католиків, православних, також окрема частина була відведена під поховання юдеїв, наразі там розташовується меморіальний комплекс "Світло душі". Ще одна частина цвинтаря перетворена на Меморіальний комплекс на честь загиблих у Німецько-радянській війні. Закрите, офіційно поховання не здійснюються з 1964 року. У грудні 2021 року отримало статус меморіального парку.

## Історія

### Християнский цвинтар
Найдавніший християнський цвинтар Проскурова знаходився біля теперішнього входу в парк культури та відпочинку імені Михайла Чекмана.
У 1840-х роках християнське кладовище у м.Проскурів знаходилось на місці, де сьогодні розташований Свято-Покровський кафедральний собор УПЦ МП. На той час замість собору була невелика каплиця, навколо якої розміщувались могили.
Місто розросталось, після 1870-х років у Проскурові проклали залізницю. Новий  християнський цвинтар  розмістили на пагорбі за лінією залізниці, на  вулиці Кам’янецькій. Перші поховання датовані 1877-78 роками, хоча є дані, що приблизно в цьому районі були старіші великі поховання померлих під час епідемій.
Кладовище мало сектор католиків і православних. 
На цвинтарі була православна каплиця, акт обстеження якої в 1936 році зберігся в Хмельницькому державному архіві. Також скоріш за все її видно на аерофотознімках 1944 року. У часи перед радянсько-німецькою війною це був чи не єдиний діючий храм у м.Проскурів.
Крім звичайних могил на цвинтарі були родинні склепи. Під час та після громадянської війни та приблизно в 1952 році кладовище зазнало руйнувань та пограбувань склепів. Групи «гастролерів» шукали скарби — нагороди, холодну зброю, прикраси і грабували поховання.
За свідченням краєзнавців, у 1966 році під час будівництва центрального універмагу були знайдені рештки людей, репресованих радянською владою. Ці  рештки вивозили вночі на військове кладовище і таємно ховали.
У 50-х роках частину цвинтаря забудували, у  80-х роках ХХ століття частину кладовища було зруйновано.
У 1985 році на частині цвинтаря, яка отримала назву Хмельницьке військове кладовище було відкрито Меморіальний комплекс. 

### Військове кладовище
докладніше див.ст. Меморіальний комплекс на військовому кладовищі м.Хмельницький
У 1944 році під час німецько-радянської війни частина території християнського кладовища була відведена під поховання військових. Цей сектор отримав назву Військове кладовище. Він розташований на півдні території цвинтаря. Військовий некрополь включає в себе окремі та братські могили, пам'ятник на честь Проскурівського підпілля, стели, Пам'ятний хрест жертвам репресій. Також на цій ділянці кладовища розташований храм  Новомучеників українського народу УГКЦ.

### Єврейське кладовище

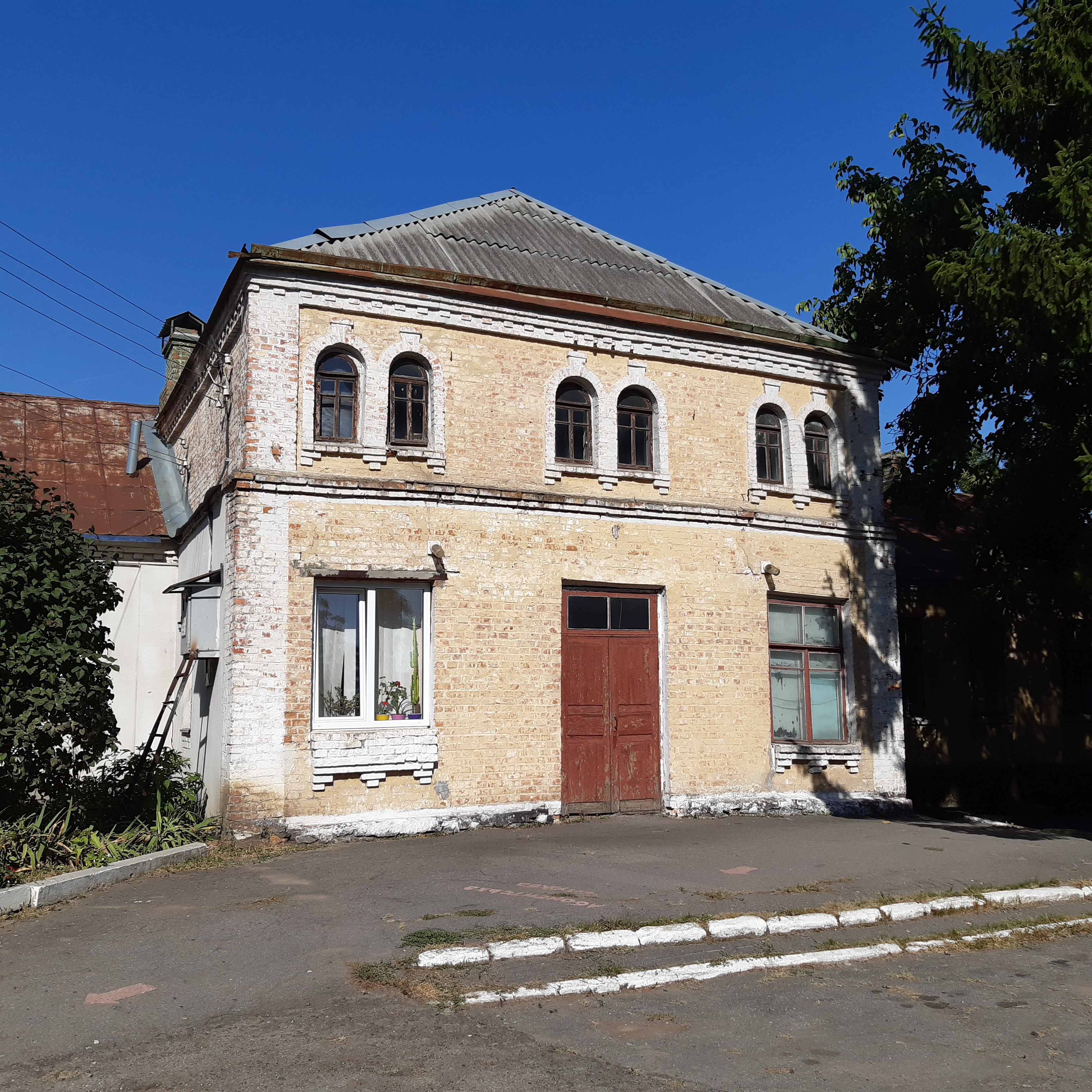
Єврейське кладовище м. Хмельницький, будинок омовіння

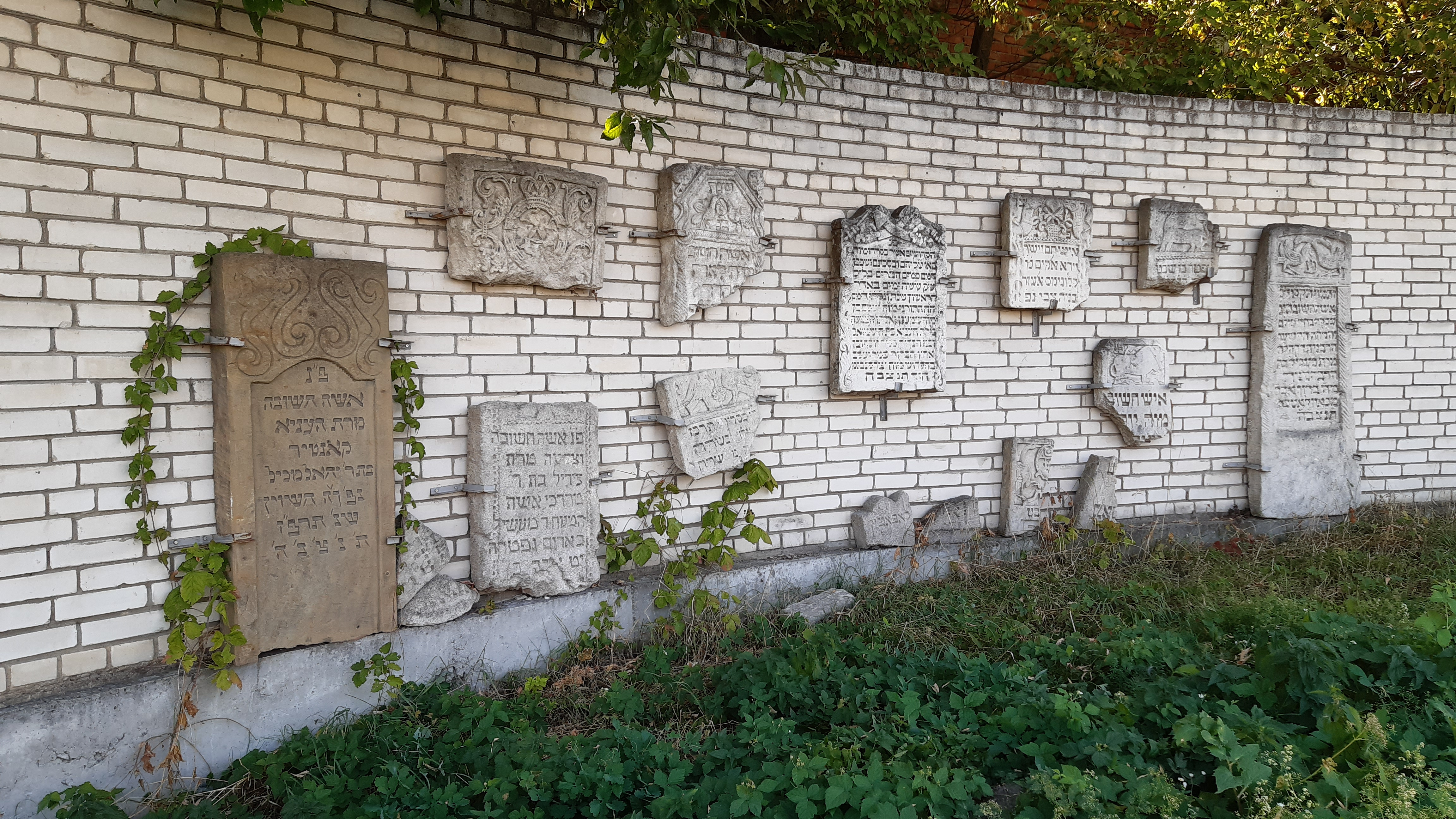
Єврейський цвинтар м. Хмельницький лапідарій

Найдавніші єврейські поховання  існували приблизно в районі, де нині розташований житловий будинок на вул. Кам'янецькій, 50.  На генплані міста за 1824 рік єврейське кладовище знаходилось на місці, яке окреслене  вулицями Водопровідною з боку вул. Свободи та Прибузською. На той час це була єврейська околиця міста. Під час створення нового  цвинтаря юдейське кладовище розмістили окремо на північно-західному боці цвинтаря, теперішня вул. кн. Святослава Хороброго (Толстого). Між окремими секторами не було забудови. Будинки між християнською та єврейською частинами розташовані на місці поховань. Один з будинків, який нині знаходиться на території комунального підприємства "Спецкомунтранс", був юдейським будинком омовіння. Сама територія кіркута була набагато більшою ніж нині. На західній стороні кладовище доходила до сучасної вул. Героїв Чорнобиля і Пам'ятника жертв Проскурівського погрому. Також частину цвинтаря було знищено під час будівництва автомагістралі.
У часи незалежності Хмельницький благодійний фонд “Хесед-Бешт” створив тут музейно-меморіальний комплекс “Світло душі”, який складається з єврейського цвинтаря, меморіалу пам'яті, присвяченого воїнам-євреям, які загинули на фронтах Другої світової війни, пам'ятника жертвам Холокосту, музею мацев та сектора запалення поминальних свічок.

## Наш час

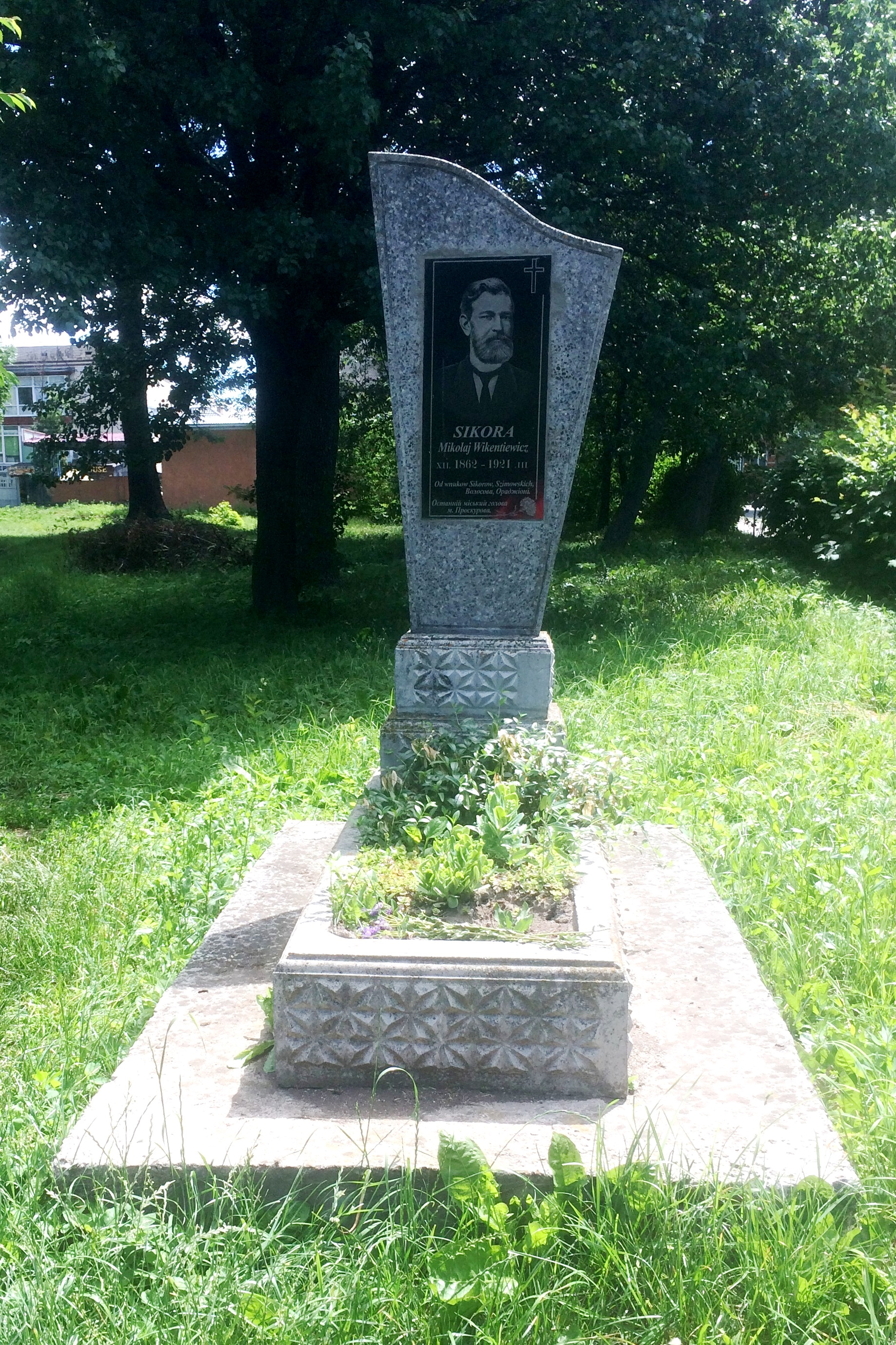
Могила останнього голови міста Проскурів М.Сікори на Старому кладовищі м.Хмельницький

Після  закриття цвинтаря відбувалось його поступове руйнування та пограбування, так металичні хрести зрізались для продажу як металобрухт, багато пам'ятників були пошкоджені, розбиті не тільки вандалами, але й гілками та коріннями дерев. 
У 2020 році з метою збереження історичної спадщини міста Хмельницький, міська рада оголосила про наміри перетворити територію старого кладовища на меморіальний парк на кшталт Личаківського цвинтаря у Львові. 
На першому етапі комунальники розчистили частину території, історики провели обстеження та інвентарізацію поховань.Свого часу цвинтарні книги не були здані до обласного архіву, тому за словами історика та археолога Ярослава Михайловського довелося вимірювати, обстежувати та заносити на карту кожне поховання. 
В результаті під час інвентарізації 2020 року тут налічили майже 2000 могил.  Під час обліку виявилося що половину поховань неможливо ідентифікувати, а рік перших поховань - не 1880-ті, як вважалося раніше, а 1877 рік.
Кожну могилу,  пам’ятник чи хрест зафіксувала на план-схемі СКП “Хмельницька міська ритуальна служба”. На деяких могилах встановили хрести з номерами поховань.
У грудні 2021 року міською радою кладовищу  присвоєно статус меморіального парку з метою юридично припинити можливість подальших захоронень, убезпечити пам'ятку від забудови, зберегти існуючі пам'ятники та поховання.
Також в рамках цієї роботи планують видати путівник по старому кладовищу, який складатиметься з декількох розділів - інформація про поховання, історія кладовища, поховання відомих людей.До роботи долучились історики та краєзнавці Сергій Шпаковський, Сергій Єсюнін, Ігор Западенко, Сергій Причишин-Кліновський. 
З травня 2023 планується проводити екскурсії некрополем.

## Цікаві поховання та пам'ятники
- З боку Військового меморіалу біля стежки розташована могила останнього міського голови м.Проскурів (1917 – 1920 рр) Миколи Сікори.
- На цвинтарі похований  вахмістр Архип Петровський, який був прототипом першого серійного олов’яного солдатика[2].
- Поховання генерал-майорів часів Російської імперії - командуючого 12ї артбригади  А.І. Картамишева[14],  командуючого 12-ї піхотної дивізії П.А. Троїцького.
- Могила Ієроніма Томасевича(пом.1908 р.)  - настоятеля найстарішого в місті собору Різдва Богородиці.
- Також на цвинтарі знаходиться обеліск з цегли без напису, під яким, як стверджують місцеві історики, поховані американські льотчики періоду Першої світової війни.[5]
- Могила лейтенанта британського Королівського флоту, Віктора Лоуренса Едвардса, який воював у складі бронеавтомобільної дивізії[15] військ Антанти. Щороку на цю могилу приїздять представники посольства Великої Британії.[2] На пам'ятнику викарбувано девіз - Fear God and fear nought. Бійся Бога і не бійся нічого. Такий саме девіз знаходився на гербі Locker, Edward Hawke (1777 - 1849)[16].
- Могила православного священника, Климента Качуровського, котрий заступився за юдеїв під час Проскурівського погрому 1919 року і загинув.
- Поховання відомого в місті лікара офтальмолога і ЛОРа Сергія Полозова, труну якого містяни несли на руках у знак шани до покійника.

## Галерея

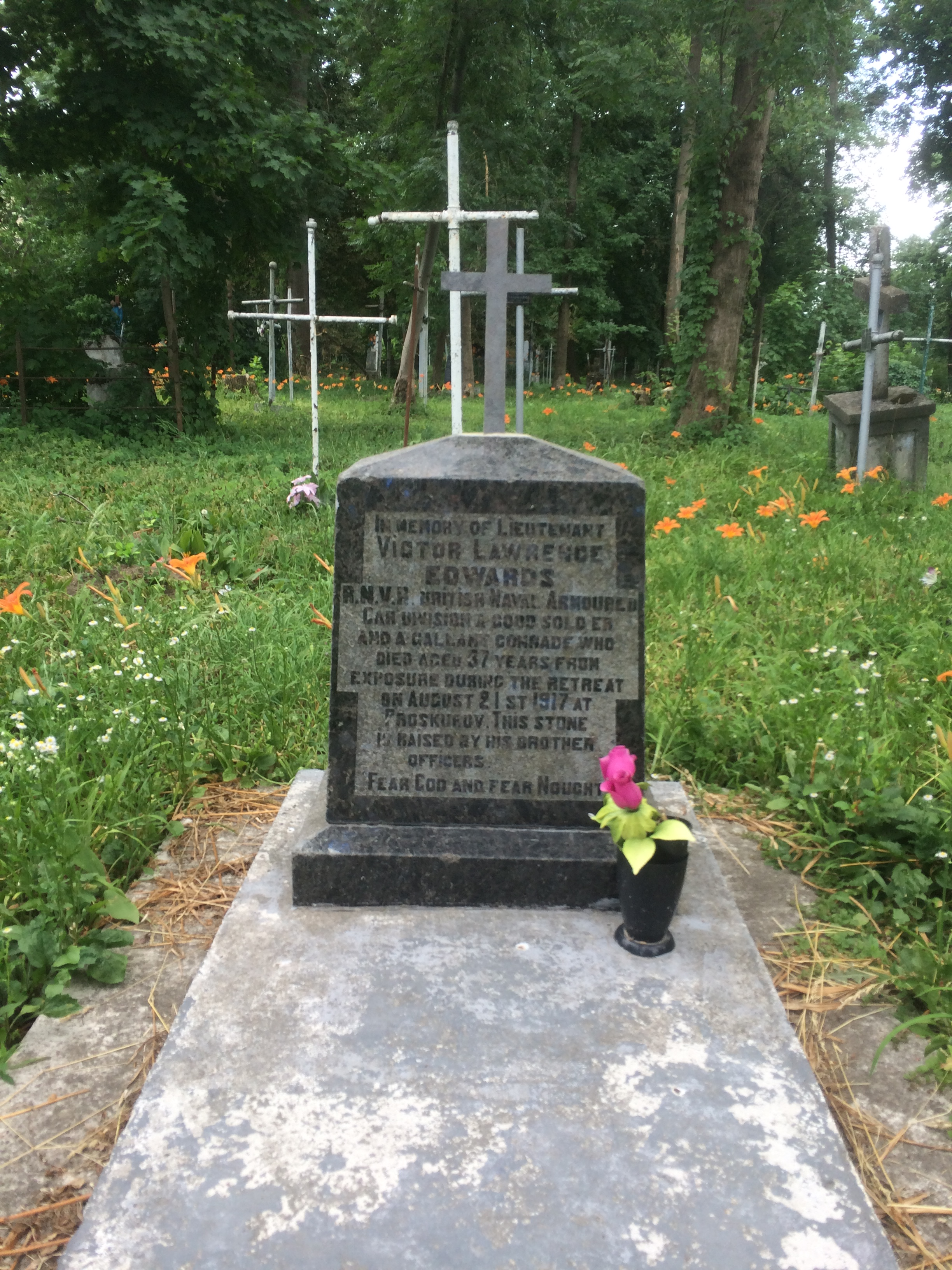
Могила британського лейтенаната В.Л.Едвардса (пом.21 серпня 1917 р)
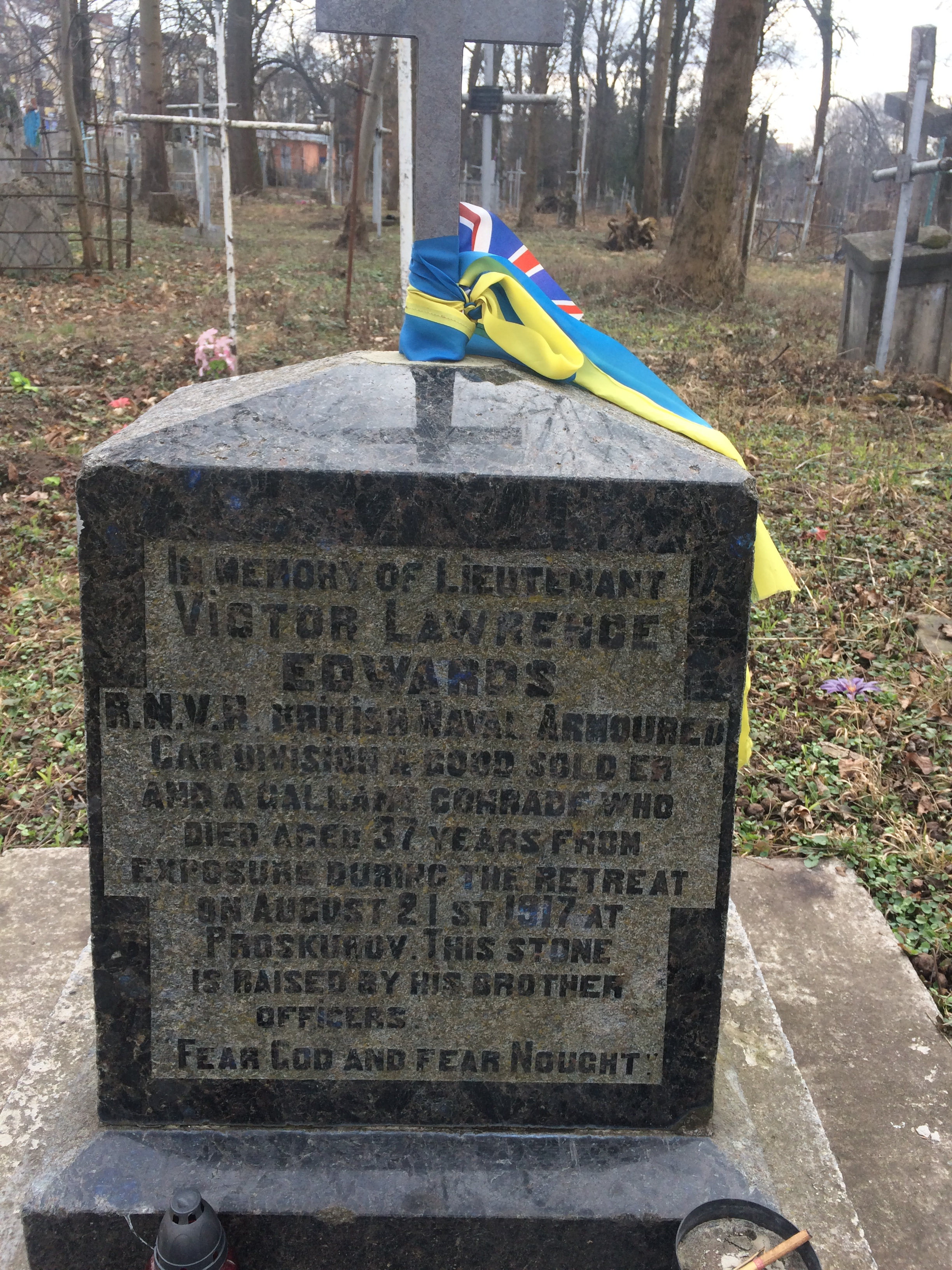
Пам'ятник на могилі Віктора Л. Едвардса
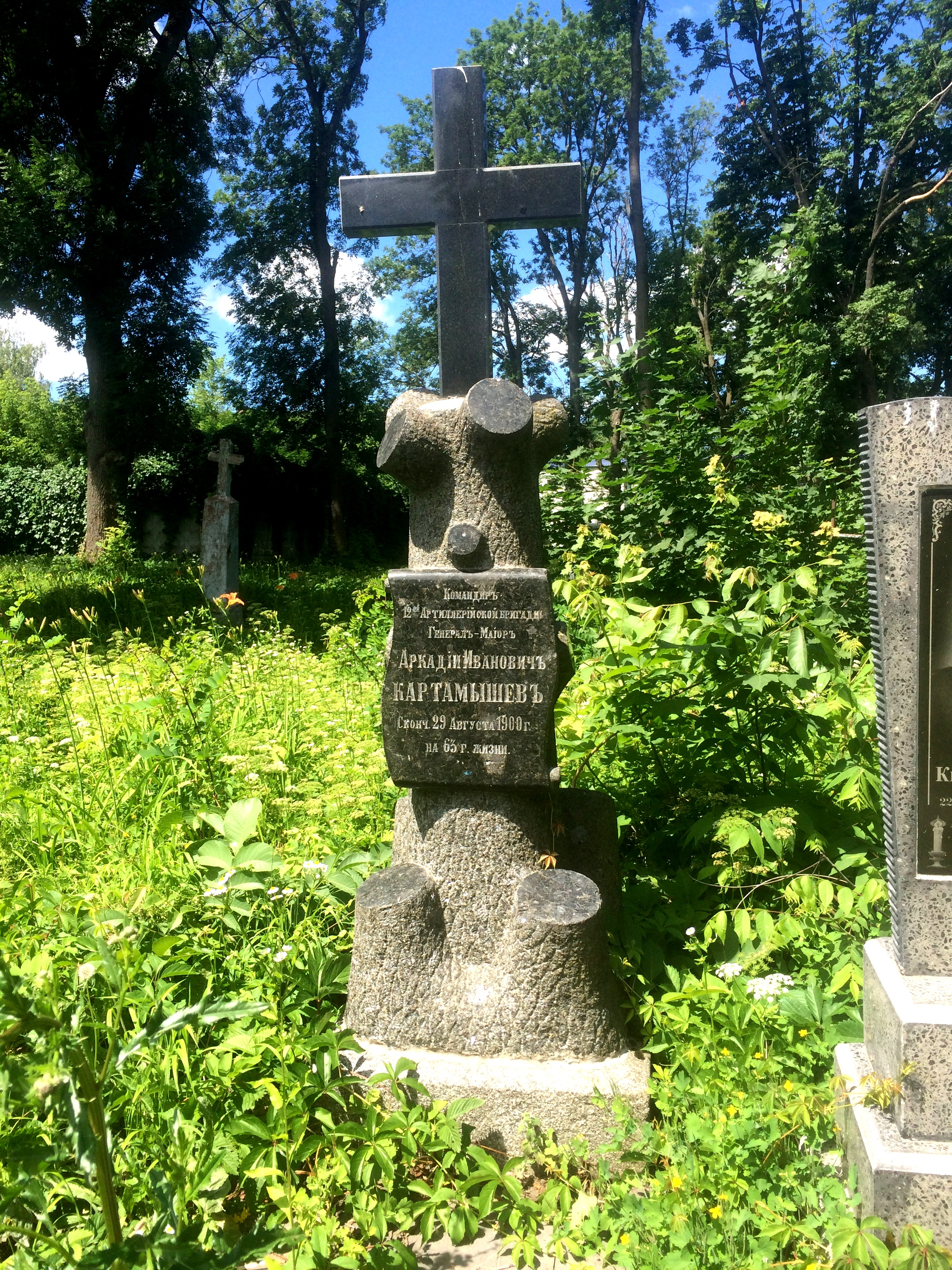
Могила генерал-майора Картамишева А.І.
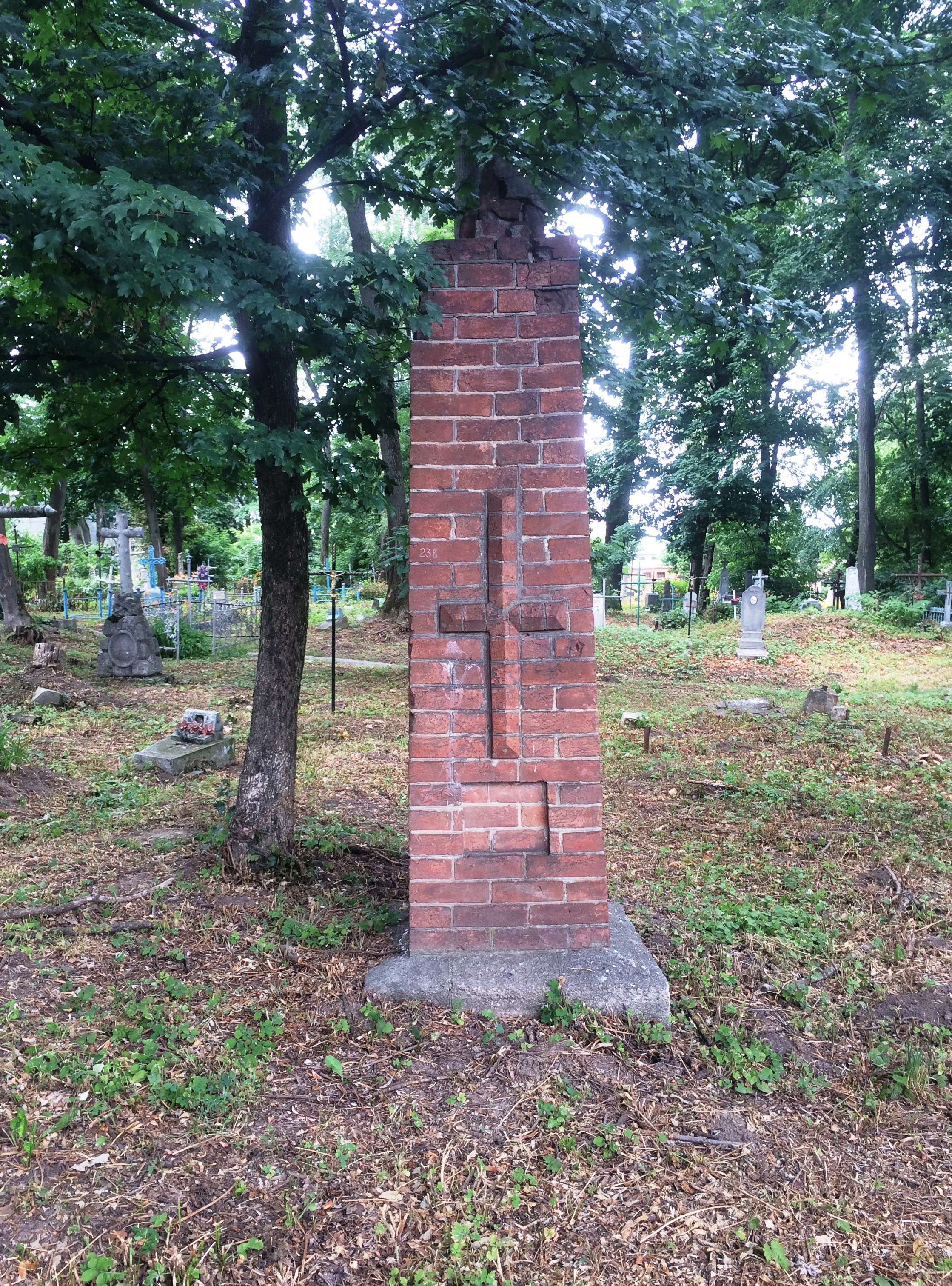
Обеліск з цегли
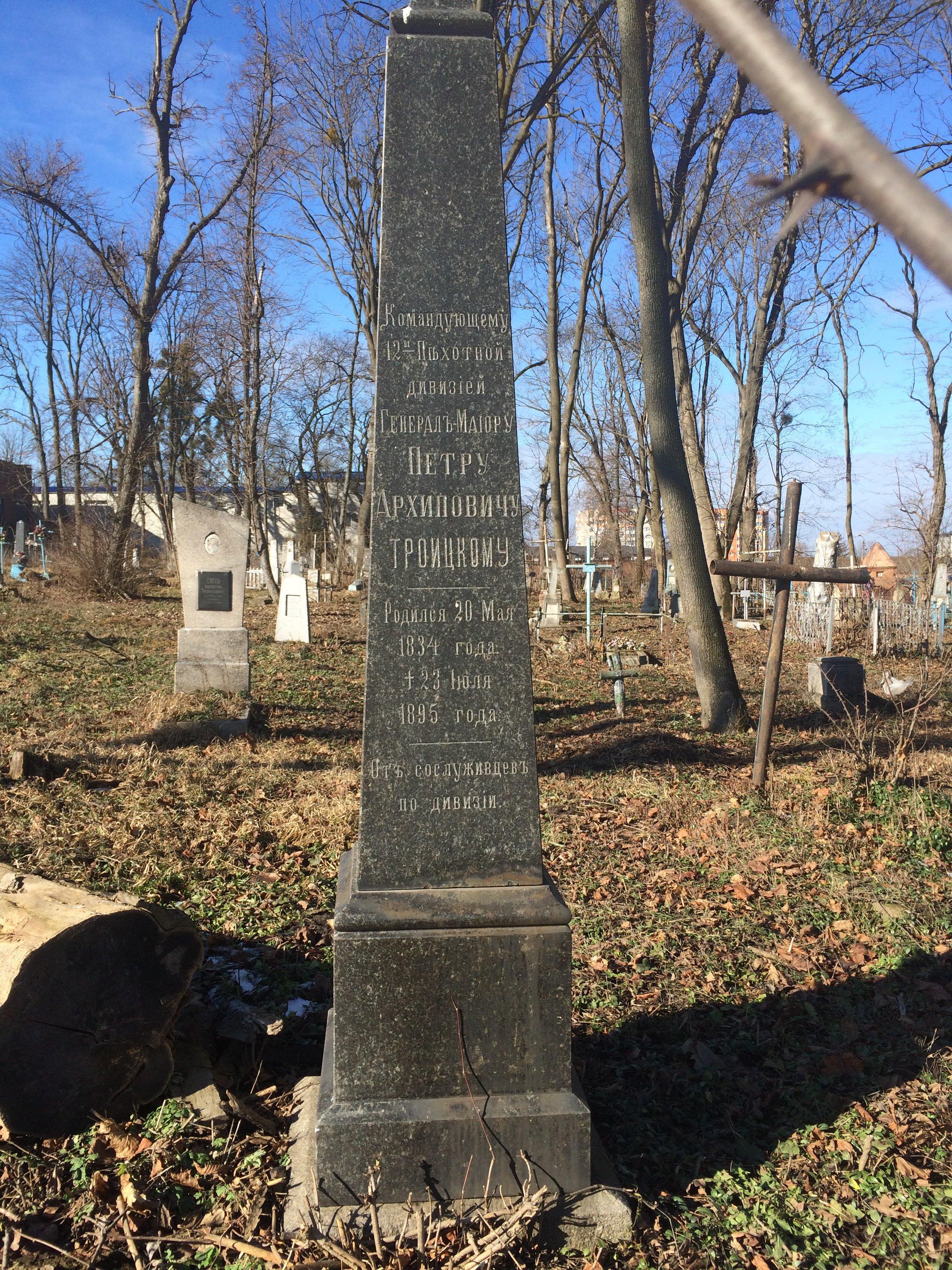
Могила генерал-майора П.А. Троїцького (1895 р)
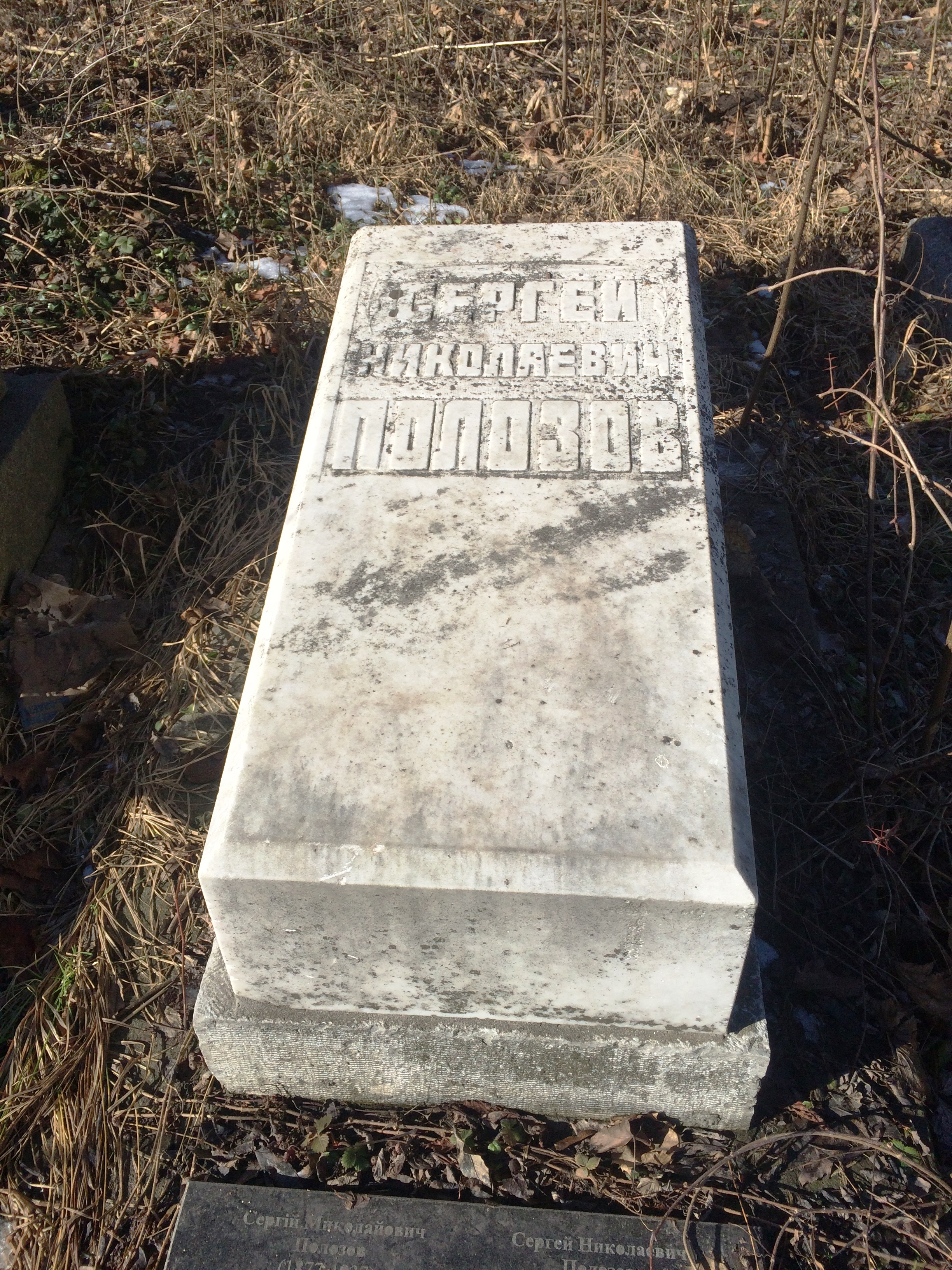
Пам'ятник на могилі видатного лікаря Сергія Полозова (1877-1937 р.р.)
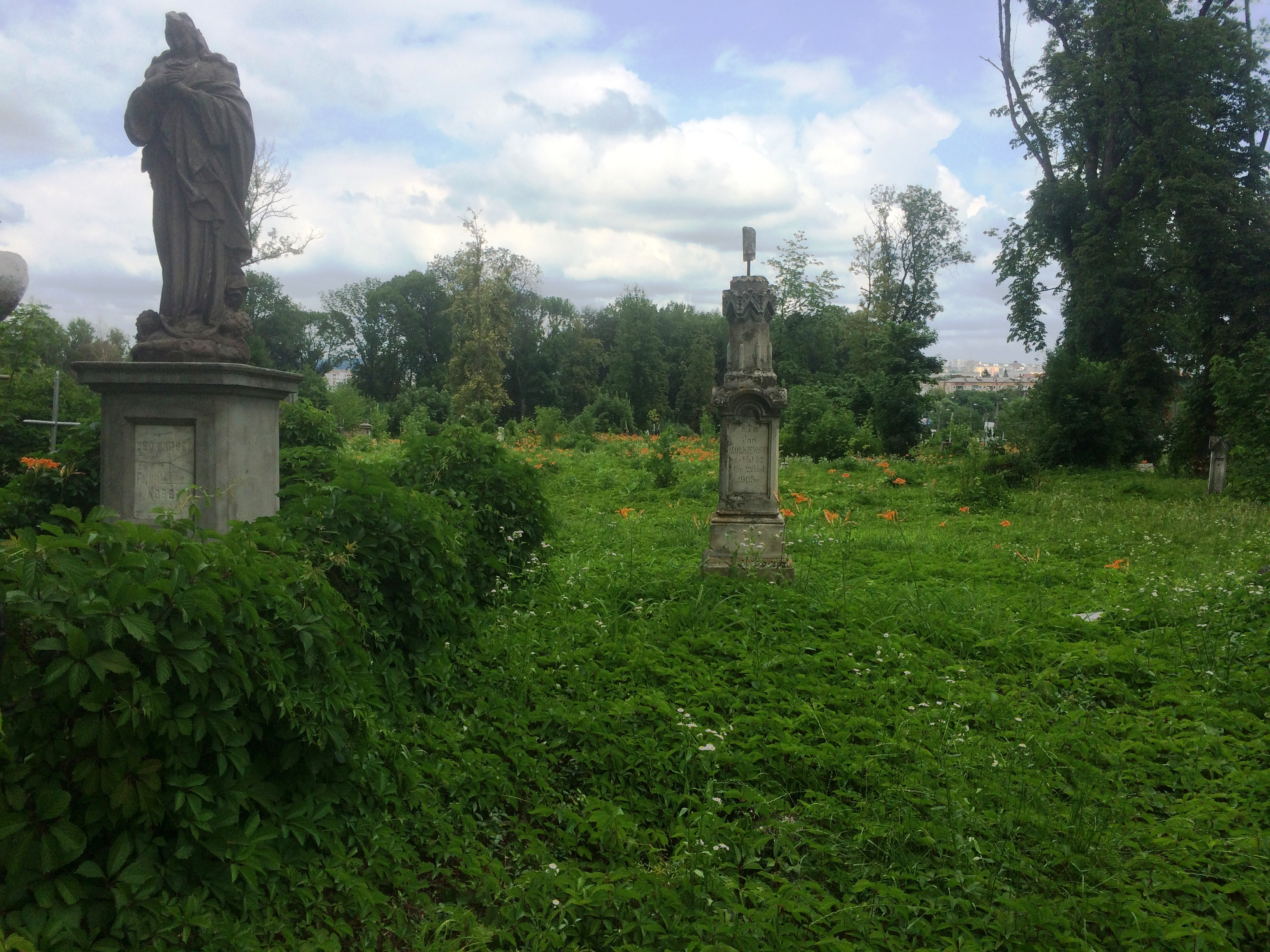
Пам'ятники